# Brahmapur
Brahmapur (o Berhampur, in oriya: ବ୍ରହ୍ମପୁର) è una città dell'India di 289.724 abitanti, situata nel distretto di Ganjam, nello stato federato dell'Orissa. In base al numero di abitanti la città rientra nella classe I (da 100.000 persone in su).

## Geografia fisica
La città è situata a 19° 19' 0 N e 84° 46' 60 E e ha un'altitudine di 26 m s.l.m..

## Società

### Evoluzione demografica

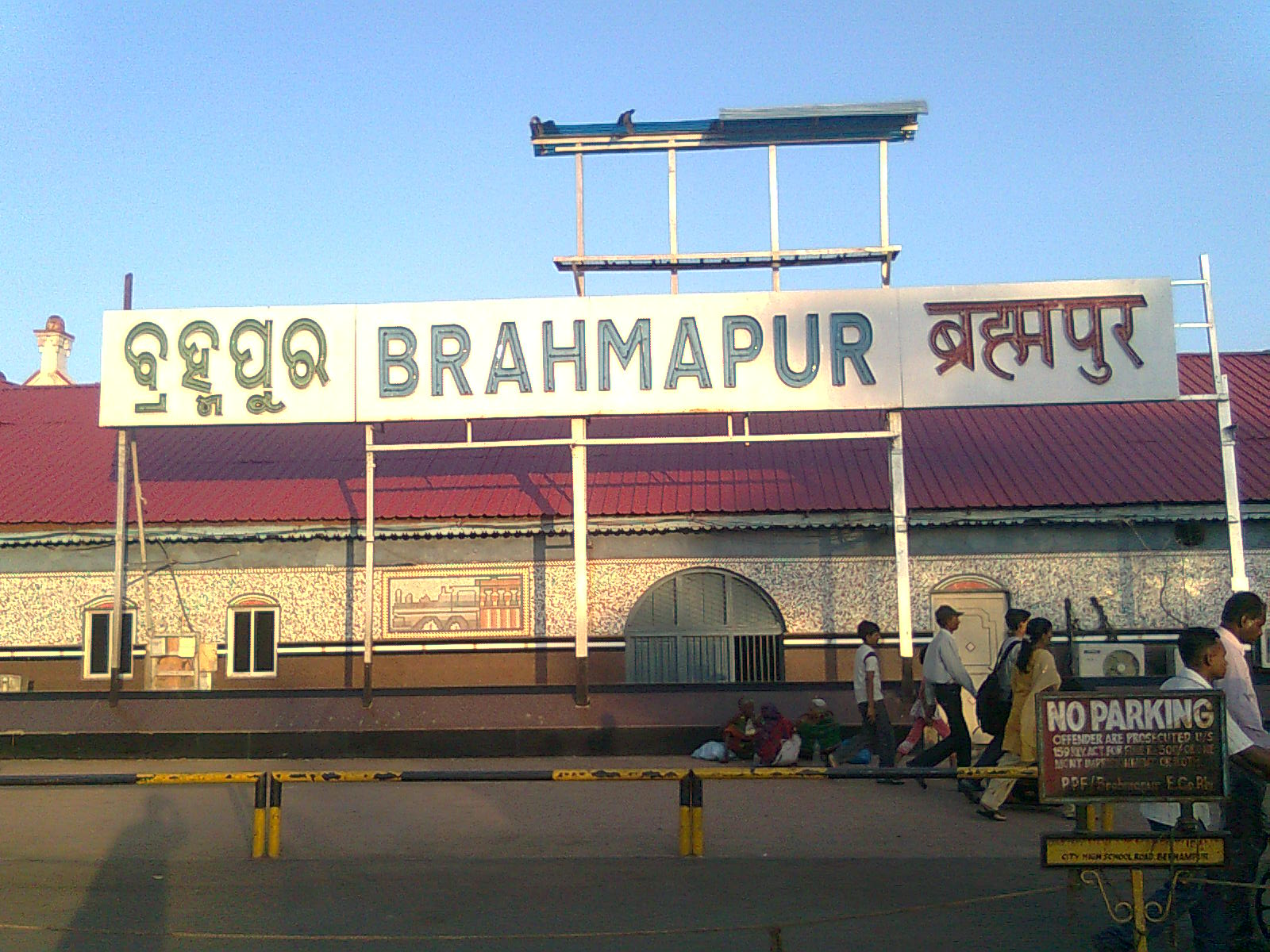
La stazione ferroviaria di Brahmapur

Al censimento del 2001 la popolazione di Brahmapur assommava a 289.724 persone, delle quali 150.089 maschi e 139.635 femmine. I bambini di età inferiore o uguale ai sei anni assommavano a 30.588, dei quali 17.309 maschi e 13.279 femmine. Infine, coloro che erano in grado di saper almeno leggere e scrivere erano 213.139, dei quali 124.280 maschi e 88.859 femmine.

## Luoghi di interesse
A 35 km a nord della città si trova il forte di Jaugarh; su una roccia si trova un editto del III secolo d.C. dell'imperatore Ashoka. L'editto, redatto dopo la guerra di Kalinga, manifesta i mutati sentimenti dell'imperatore dopo aver visto le devastazioni e gli orrori della guerra ed è molto simile all'analogo editto che si trova a Dhauli.